# Real Academia Nacional de Medicina de España
La Real Academia Nacional de Medicina de España es una corporación científica de derecho público española, fundada en 1861, e integrada en el Instituto de España.

## Objetivos
Según sus estatutos, entre sus principales objetivos se encuentran: el asesoramiento al Rey, al Gobierno de España y al resto de las instituciones en todos aquellos asuntos relacionados con la medicina, la salud y la sanidad; la contribución y promoción de la divulgación de la ciencia médica mediante la publicación de sus Anales RANM, la difusión de sus sesiones (RanmTV); el otorgamiento de premios a trabajos científicos; la digitalización de sus fondos bibliográficos en su Biblioteca Digital; la elaboración y actualización de un Diccionario de términos médicos, así como el impulso y desarrollo de un Museo Español de la Medicina.

## Historia
La Real Academia Nacional de Medicina de España fue fundada el 28 de abril de 1861. Su precedente fue la Real Academia Médica Matritense (1734), surgida en la primera mitad del siglo XVIII como tertulia de médicos, cirujanos y boticarios, y que se reorganiza por Real Decreto de 28 de abril de 1861, «para fomentar el progreso de la medicina española, publicar su historia bibliográfica, formar la geografía médica del país y un diccionario tecnológico de la Medicina». El Real Decreto de 8 de agosto de 1830 que establecía reglamentos para las academias de medicina, la generalizó a las demás provincias de Castilla la Nueva, la actual Castilla-La Mancha, con el nombre de Academia de Medicina y Cirugía de Castilla la Nueva.
La Academia otorga premios de varias clases mediante concursos y certámenes públicos y ha editado importantes obras como la Farmacopea oficial, la Biblioteca clásica de la Medicina española y unos interesantes Anales.
Se rige en la actualidad por sus Estatutos, aprobados por Real Decreto 1750/2011, de 27 de mayo, modificados por el Real Decreto 896/2017, de 6 de octubre, así como un reglamento interno.
Consta de cincuenta académicos numerarios, académicos de honor, varios correspondientes en Madrid, provincias y extranjero, y además otros honorarios también extranjeros. Desde 2020 está presidida por Eduardo Díaz-Rubio García.

## Sede
Su sede se sitúa en la calle Arrieta número 12, de Madrid (España).

## Distinciones
Usa por emblema un escudo que representa el descubrimiento de Arquímedes, del que se dice que mediante el uso de numerosos y pequeños espejos, dispuestos en forma parabólica y valiéndose de los rayos del sol, consiguió incendiar la flota romana.
Las medallas académicas ostentan una alegoría de una matrona simbolizando la Medicina y la leyenda: «Ars cum natura ad salutem conspirans» («El arte colaborando con la naturaleza en pro de la salud»).

## Presidentes
- Tomás Corral y Oña
- Juan Castelló y Tagell
- Juan Drumen y Millet
- Francisco Méndez Álvaro
- Melchor Sánchez de Toca
- Vicente Asuero y Cortázar
- José Seco y Baldor
- Francisco Alonso y Rubio
- Basilio San Martín Olaechea
- Eusebio Castelo Serra
- Matías Nieto Serrano
- José Calvo y Martín
- Julián Calleja y Sánchez
- Carlos María Cortezo y Prieto de Orche
- Sebastián Recasens y Girol
- Amalio Gimeno y Cabañas
- Enrique Suñer Ordóñez
- Antonio María de Cospedal y Tomé
- Fernando Enríquez de Salamanca y Danvila
- José Alberto Palanca y Martínez-Fortún
- Manuel Bermejillo Martínez
- Benigno Lorenzo-Velázquez Villanueva

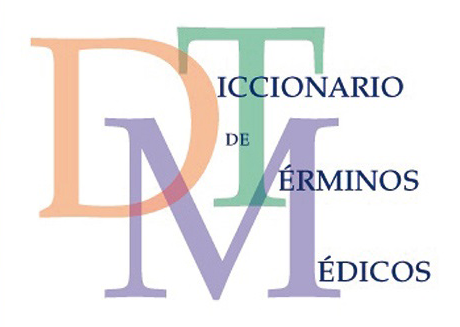
Logotipo del Diccionario de términos médicos.

- José Botella Llusiá
- Hipólito Durán Sacristán
- Amador Schüller Pérez
- Manuel Díaz-Rubio García
- Joaquín Poch Broto
- Eduardo Díaz-Rubio García